# Ephraim Meyer
Ephraim Meyer (* 16. November 1779 in Schnaittach (?); † 26. August 1849 in Hannover) war ein deutscher Geldwechsler und Bankier.

## Leben

### Familie
Ephraim Meyer war der Sohn des Kaufmanns und Schächters Meyer Moses Löb aus jüdischer Familie. Er selbst wurde Vater von Louis Ephraim Meyer und Samuel Ephraim Meyer.

### Werdegang
Ephraim Meyer gründete im Alter von 20 Jahren 1799 ein Geschäft zum Geldwechseln.
Ephraim Meyer war Vorstandsmitglied im jüdischen hannoverschen Wohltätigkeitsvereins und Mitglied der jüdischen Gemeinde in Hannover.
Sein Grab findet sich auf dem Alten Jüdischen Friedhof an der Oberstraße.